# Historia A
Historia A (HI1201) var en kurs på 100 poäng i historia för gymnasieutbildningen i Sverige enligt Lpf 94. Den ersattes av Historia 1b när Gy11 infördes år 2011.

## Kursinnehåll
- Grundläggande drag i den historiska utvecklingen.
- Innebörden av vanliga epokbegrepp och andra centrala historiska begrepp.
- Analysera historiska problem.
- Tolka orsakssammanhang bakom historiska förändringsprocesser.
- Beskriva det historiska skeendet utifrån olika perspektiv med insikt i den historiska kunskapens tidsbundenhet.
- Diskutera några av dagens händelser utifrån ett historiskt perspektiv.
- Formulera sina tankar i historiska frågor.